# Martinskirche (Greutschach)

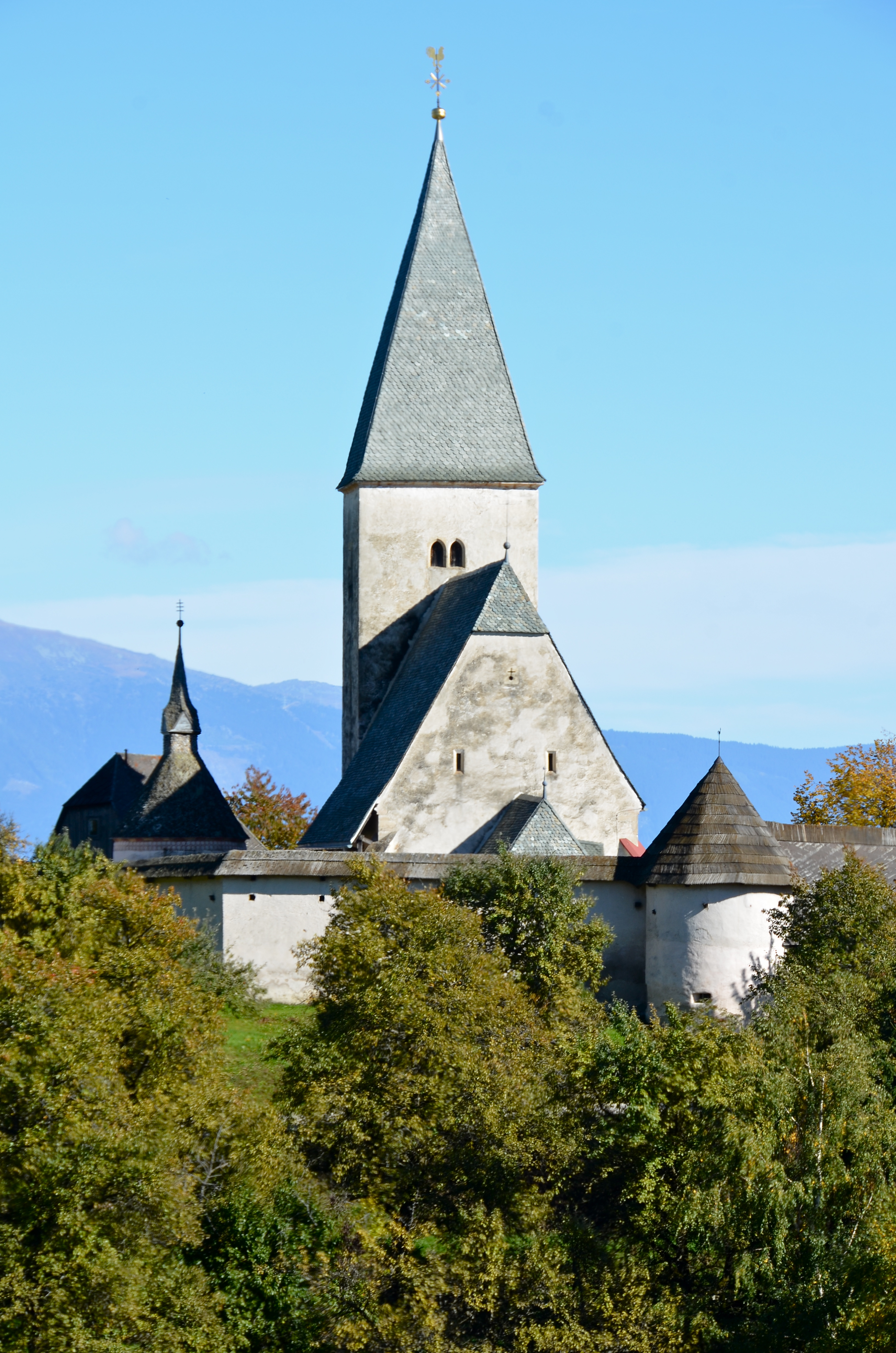
Westansicht

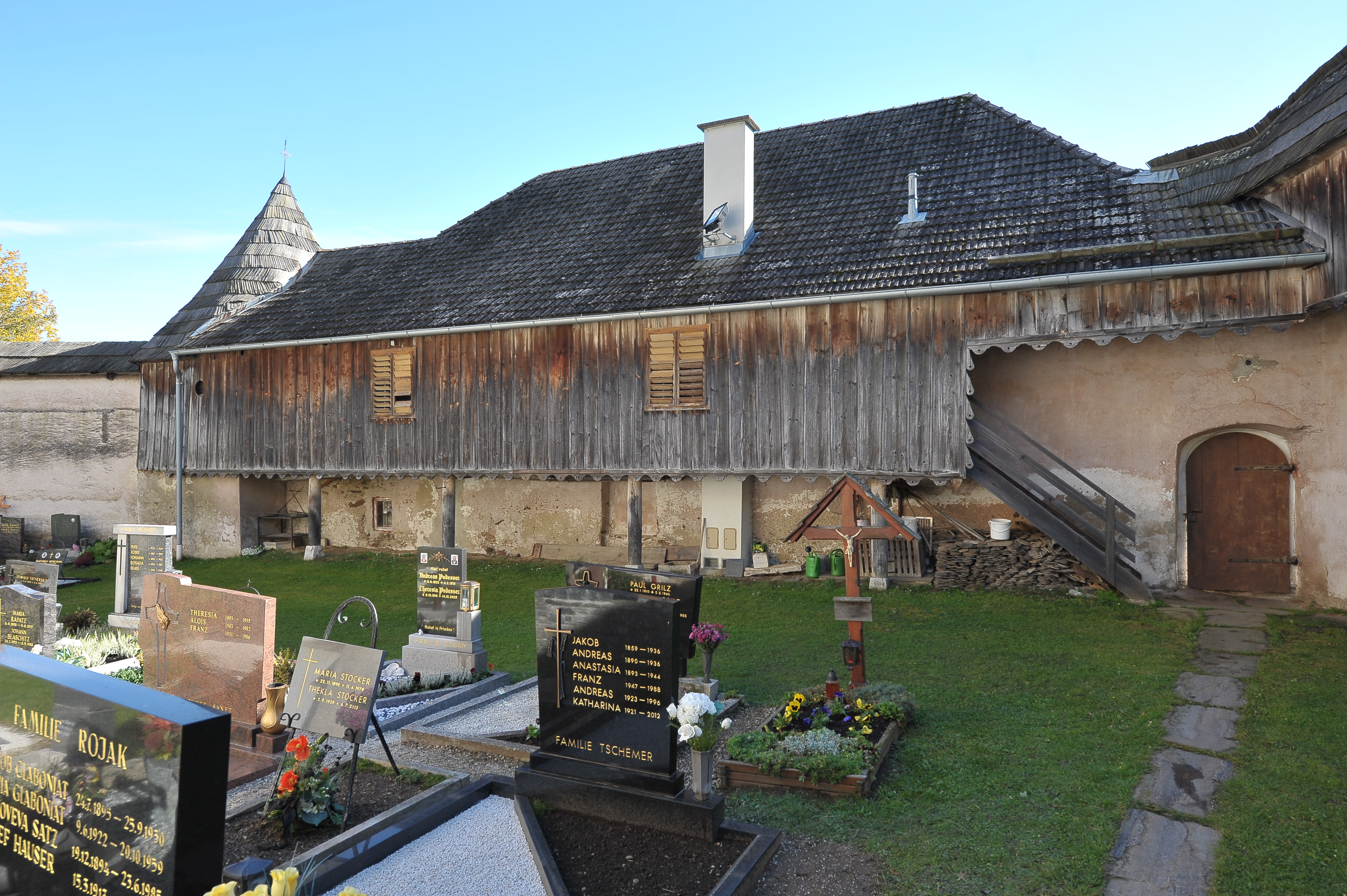
Wehranlagen

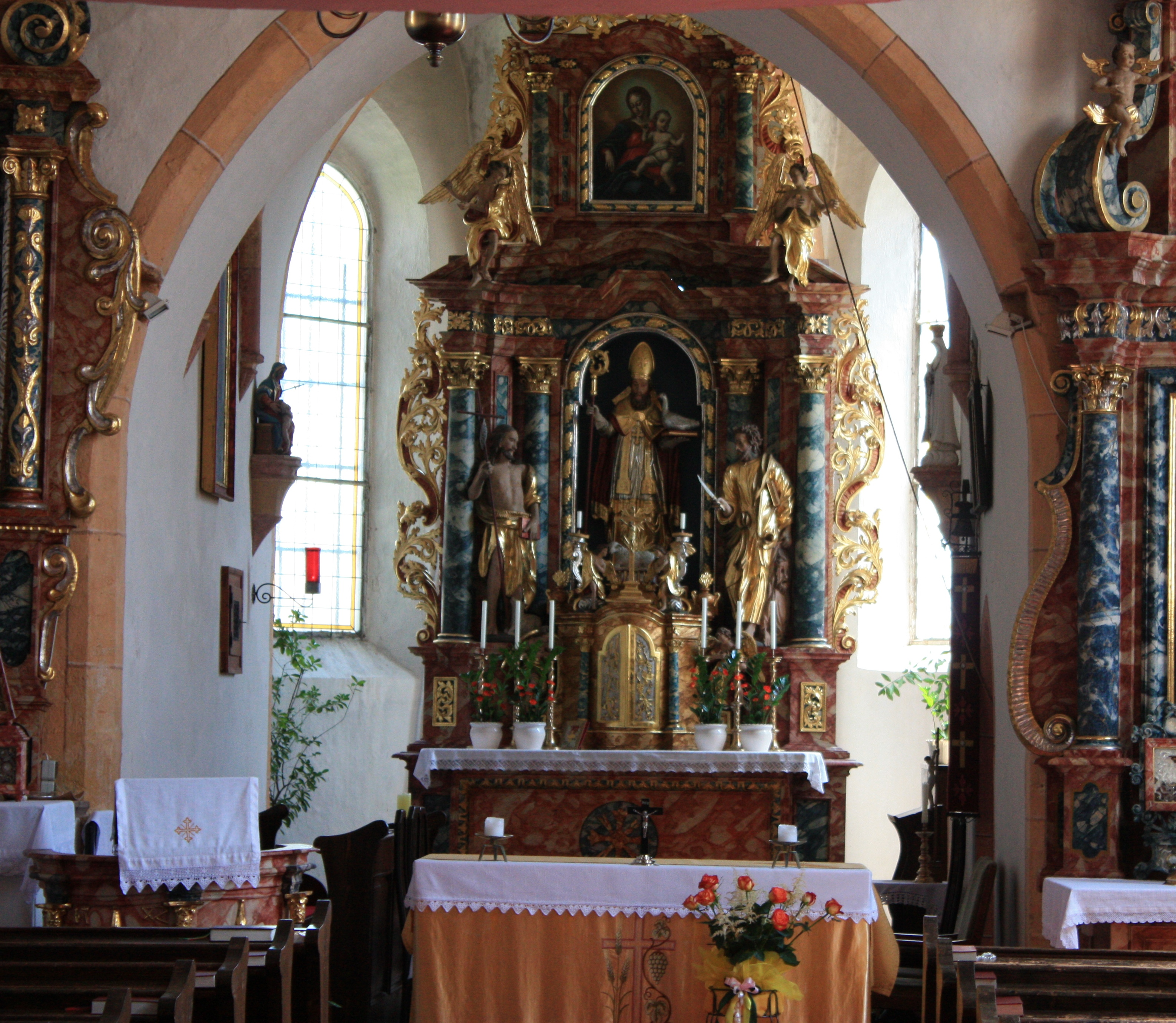
Innenansicht

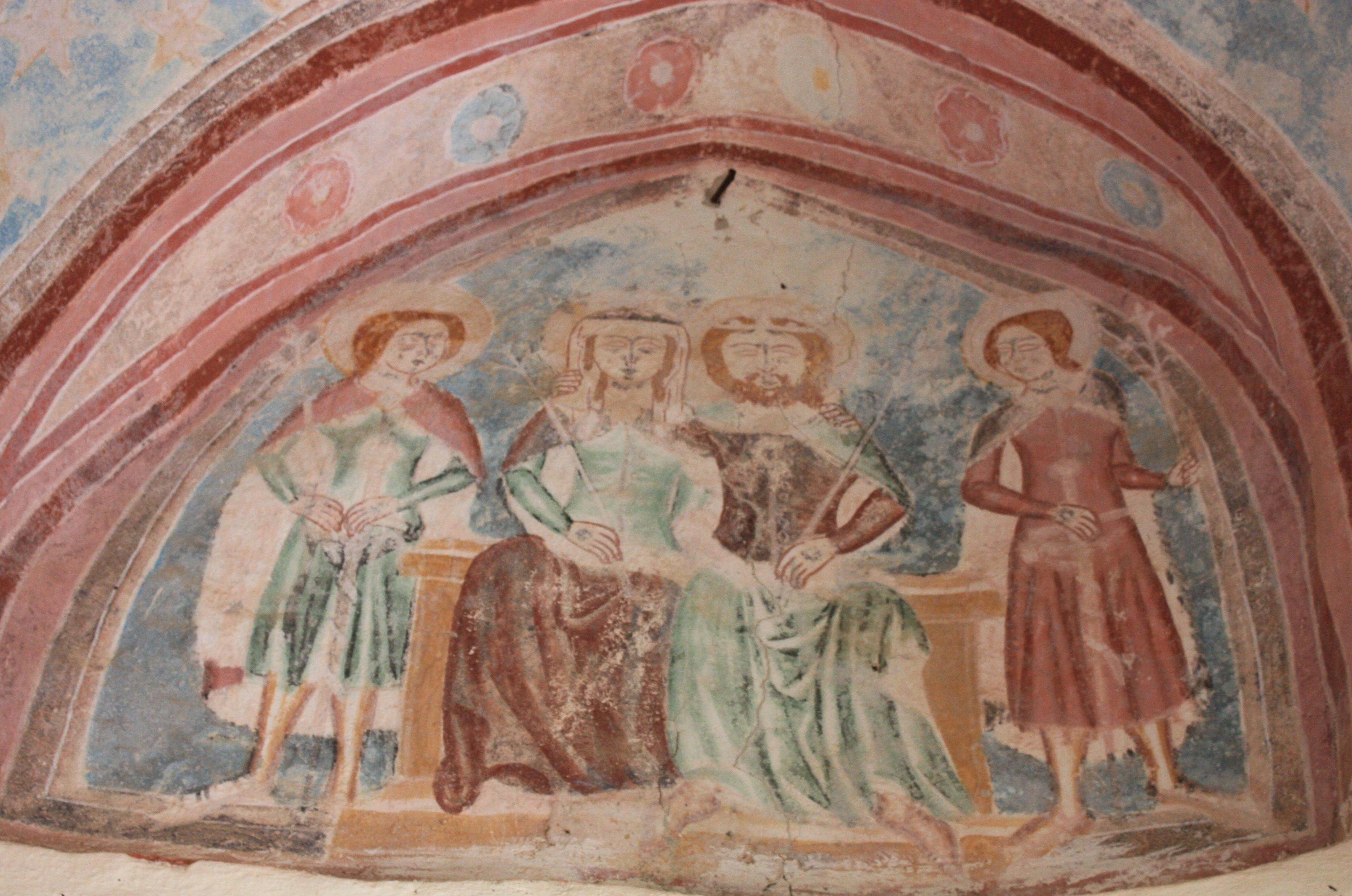
Karner: Christus und Maria als sponsus und sponsa ecclesia

Die Pfarrkirche Greutschach (slowenisch Krčanje), eine ehemalige Wehrkirche, ist dem heiligen Martin geweiht. Sie gehört innerhalb des Dekanats Völkermarkt/Velikove zur Diözese Gurk. Die Kirche steht in 1094 Meter Höhe am Südhang der Saualpe in Untergreutschach in der Gemeinde Griffen. Sie steht unter Denkmalschutz.

## Geschichte
Eine Kirche in „Kreutschach“ wurde erstmals 1237 in einer Urkunde Papst Gregors IX. genannt. Sie gehörte zum Stift Griffen. Greutschach besaß am Ausgang des Mittelalters volle Pfarrrechte, wurde später aber meist von benachbarten Pfarren mitbetreut, bis sie 1787 erneut zur Pfarre erhoben wurde.

## Wehranlagen
Der Kirchhof ist in der Form eines unregelmäßigen Siebenecks von einer dreiviertel Meter starken und innen rund vier Meter hohen Ringmauer umgeben. Im Süden und Westen stehen halbrunde Wehrtürme, im Osten ein ehemaliger Torbau. Die hölzernen Wehrgänge sind zum Teil erhalten. Der westliche Torturm wurde 1998 für eine Aufbahrungshalle adaptiert.
Auch der Dachboden der Kirche war wehrhaft ausgebildet, bis am Anfang des 16. Jahrhunderts die Flachdecke durch ein Gewölbe ersetzt wurde.

## Kirche
Die Kirche ist in Anlage und Kern eine um 1300/01 erbaute frühgotische Chorturmkirche. Der Turm mit zwei- und dreiteiligen, spitzbogigen Schallfenstern wird von einem Pyramidenhelm bekrönt. Zwischen den mächtigen Strebepfeilern des Turmes befindet sich im Süden ein gotischer Sakristeianbau. Der Chor aus dem 14. Jahrhundert und das Langhaus werden von zweistufigen Strebepfeilern gestützt, die an der Nordseite des Langhauses ornamental behauene Deckplatten aufweisen. Der geschlossene, spätgotische Vorhallenanbau ist mit Schießscharten versehen. Er wird durch das südliche Rundbogenportal vom Anfang des 16. Jahrhunderts betreten. Die Kirchendächer sind mit Steinplattln gedeckt. Um das südliche Chorfenster findet sich Quadermalerei. Darüber ist die gut erhaltene Vorzeichnung des Kopfes eines Christophorusgemäldes aus der ersten Hälfte des 15. Jahrhunderts zu sehen. Unter den Traufgesimsen verlaufen gemalte Friese.
Im ursprünglich flach gedeckten, vierjochigen Langhaus wurde um 1500 ein vierjochiges Netzsternrippengewölbe auf profilierte Wandpfeiler mit Runddiensten eingebaut. Ein spitzbogiger Triumphbogen verbindet das Langhaus mit dem Chor. Der Chor besteht aus dem Chorturmjoch mit einem Kreuzrippengewölbe auf Konsolen aus dem 14. Jahrhundert sowie einem fünfseitigen Chorschluss mit Kreuzrippengewölbe und Spitzbogenfenstern aus derselben Zeit. Ein abgefastes Spitzbogenportal mit eisenbeschlagener, gotischer Tür führt in die tonnengewölbte Sakristei. Im Boden rechts und links des Hochaltars sind zwei römerzeitliche Grabinschriften für Iunius Firmus und seine Gattin Tertia sowie für die Einheimischen Tertius, Atouta und deren Söhne (H)Omuncio und Iunius eingelassen.

## Einrichtung
Der barocke Hochaltar aus dem ersten Viertel des 18. Jahrhunderts trägt die Statuen der Heiligen Martin, Johannes den Täufer und Bartholomäus, das Aufsatzbild zeigt eine Madonna.
Der linke Seitenaltar aus dem letzten Viertel des 17. Jahrhunderts besteht aus einer Ädikula über hohem Sockel sowie Volutengiebel mit rundbogigem Bild. Er ist mit seitlichen Knorpelwerksohren am Hauptgeschoß sowie vegetabilem Dekor an den Säulenschäften verziert. Das Hauptbild stellt Maria mit ihren Eltern Joachim und Anna dar, das Aufsatzbild Gottvater.
Das Altarbild des rechten Seitenaltares aus der Mitte des 18. Jahrhunderts zeigt die Heiligen Jakobus und Alexius.
Zur weiteren Ausstattung der Kirche zählen das ehemalige Hochaltarbild mit dem heiligen Martin aus dem 17. Jahrhundert, eine um 1520/1530 entstandene, spätgotische Schnitzgruppe der Anna selbdritt, eine barocke Pietà auf einer Steinkonsole und eine Kanzel von 1742.

## Karner
Der Karner, ein Rundbau des 14. Jahrhunderts mit spätromanischem Kern, steht nördlich des Kirchenchores. Er besitzt eine hufeisenförmige Apsis auf Kragsteinen, ein Spitzbogenportal und kleine Spitzbogenfenster und wird von zweistufigen Strebepfeilern gestützt. Der Bau wird von einem Kegeldach und einem Mitteltürmchen mit Spitzdach bekrönt, beide mit Steinplatten gedeckt.
Im Inneren ruht ein Kreuzrippengewölbe auf Kopfkonsolen, der reliefierte Schlussstein zeigt das Haupt Christi. Die Wandmalereien stammen aus der Mitte des 14. Jahrhunderts. Dargestellt sind im Gewölbe die Evangelistensymbole, in den Schildbogenfeldern: Nikolaus beschenkt die drei Töchter des armen Mannes, Nikolaus rettet drei Pilger aus der Seenot, Christus und Maria als sponsus und sponsa ecclesia. In der Apsis ist der Gnadenstuhl sowie Heilige abgebildet.